# Federico
Federico  è un nome proprio di persona italiano maschile.

## Varianti
- Maschili: Federigo[2], Frederico, Fedrico
  - Ipocoristici: Fede, Fedo, Rico, Chico, Chicco, Fredo[2], Fedi
- Femminili: Federica[1]

### Varianti in altre lingue
- Albanese: Frederik
- Alto tedesco antico: Fridurih[3]
- Aragonese: Frederico
- Asturiano: Federico
- Basco: Frederiko
- Basso-Tedesco: Frerk, Früderk, Frederick, Frerich
- Bosniaco: Fridrik
- Bulgaro: Фридрих (Fridrih)
- Catalano: Frederic
- Ceco: Bedřich[2]
- Croato: Fridrik
- Danese: Frederik[2]
- Esperanto: Frederiko
- Estone: Vidrik
- Faroese: Fríðrikur, Frits
- Finlandese: Fredrik[2], Feetrikki
- Francese: Frédéric[2][3]
  - Ipocoristici: Fred[2]
- Frisone: Freark

- Galiziano: Federico, Frederico
- Gallese: Ffrederic
- Germanico: Friduric[2]
- Greco moderno: Φρειδερίκος (Freiderikos), Φρεδερίκος (Frederikos), Φριδερίκος (Friderikos)
- Inglese: Frederick[2][3], Fredrick[2], Fredric[2]
  - Ipocoristici: Fred[2], Freddie[2], Freddy[2], Fredy
- Islandese: Friðrik[2], Friðrekur
- Latino: Fridericus[1], Fredericus, Federicus[1]
- Lettone: Frīdrihs[2], Fricis[2]
- Lituano: Frederikas, Frydrichas
- Norreno: Friðrikr, Friðikr, Fririkr, Friðrekr, Frirekr
- Norvegese: Fredrik[2]
- Occitano: Frederic
- Olandese: Frederik[2]
  - Ipocoristici: Fred[2], Freek[2], Frits[2], Rik[2]

- Polacco: Fryderyk[2]
- Portoghese: Frederico[2]
  - Ipocoristici: Fred[2]
- Romancio: Fadri
- Rumeno: Frederic
- Russo: Фридрих (Fridrich)
- Sardo: Fidericu, Fidelicu
- Serbo: Фридрих (Fridrih)
- Slovacco: Frederik
- Sloveno: Friderik[2]
- Spagnolo: Federico[2]
- Svedese: Fredrik[2]
- Tedesco: Friedrich[2][3]
  - Ipocoristici: Fred[2], Fritz[2], Fiete[2]
- Ucraino: Фрідрих (Fridrych), Фрідріх (Fridrich), Фридрих (Frydrych)
- Ungherese: Frigyes[2]

## Origine e diffusione
Deriva dal germanico Frithurik, composto dai termini frid (o fried, frithu, "pace") e ric (o rik, rikja, "sovrano", "re", "signore", "potente"). Il significato complessivo, come avviene spesso nell'onomastica germanica, è piuttosto incerto; tra le interpretazioni vi sono "potente in pace", "governatore pacifico" e "protettore potente".
Il nome è stato per molto tempo assai popolare nei paesi di lingua germanica dell'Europa continentale; in Italia, la pronuncia Federico ha avuto origine dall'adattamento latino del nome, ovvero Fredericus, tant'è che in tempi antichi era in uso anche la variante Frederico. Il più moderno Federico, invece, risente probabilmente di un accostamento paretimologico col termine "fede", a causa dell'errata convinzione popolare che il nome significasse "ricco di fede". Pare, inoltre, che Federico II interpretasse il suo nome come "freno dei ricchi" (fre de ric), secondo una lettura chiaramente folcloristica.
In Inghilterra giunse con i normanni durante la conquista, ma ebbe vita breve e nel corso del Medioevo ebbe scarsa diffusione; venne riportato in voga nel XVIII secolo, allorché gli Hannover ereditarono il trono inglese. In Italia ha dato origine al cognome Federici.

## Onomastico
L'onomastico si può festeggiare in memoria di san Federico, vescovo di Liegi, ricordato il 27 maggio, oppure il 18 luglio in memoria di san Federico, vescovo di Utrecht. Si ricordano con questo nome anche diversi beati, alle date seguenti:
- 3 marzo, beato Federico di Hallum, sacerdote[7]
- 2 agosto, beato Federico Campisani, eremita presso Siracusa[7]
- 5 agosto, beato Frédéric Janssoone, sacerdote francescano[7]
- 8 settembre, beato Frédéric Ozanam, fondatore della Società di San Vincenzo de' Paoli[7]
- 30 settembre, beato Federico Albert, sacerdote e fondatore delle Suore vincenzine di Maria Immacolata[7]
- 30 novembre, beato Federico da Ratisbona, confessore[7]

## Persone

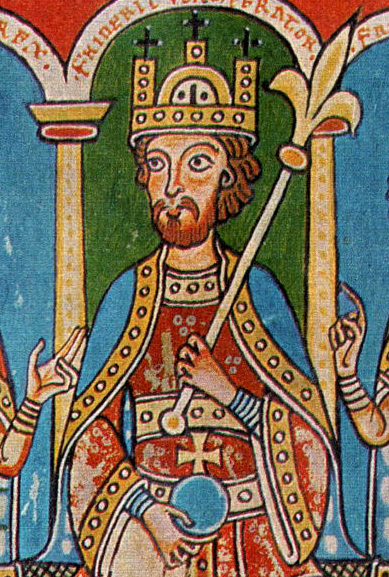
Federico Barbarossa

Federico Fellini

- Federico I di Prussia, re di Prussia
- Federico II di Prussia, re di Prussia
- Federico III di Sicilia, re di Trinacria
- Federico II di Svevia, imperatore del Sacro Romano Impero
- Federico I d'Aragona, re di Napoli
- Federico I di Svezia, re di Svezia
- Federico I di Württemberg, re del Württemberg
- Federico Barbarossa, imperatore del Sacro Romano Impero
- Federico da Montefeltro, duca di Urbino
- Federico di Gesù, teologo carmelitano scalzo tedesco
- Federico Borromeo, cardinale e arcivescovo italiano
- Federico Costantini, attore italiano
- Federico De Roberto, scrittore italiano
- Federico Della Valle, drammaturgo italiano
- Federico Faruffini, pittore e incisore italiano
- Federico Fellini, regista e sceneggiatore italiano
- Federico García Lorca, poeta e drammaturgo spagnolo
- Federico Moccia, scrittore, sceneggiatore e regista italiano
- Federico Peluso, calciatore italiano
- Federico Piovaccari, calciatore italiano
- Federico Rossi, cantante italiano
- Federico Russo, conduttore radiofonico e televisivo
- Federico Zampaglione, cantautore, regista e sceneggiatore italiano
- Federico Zandomeneghi, pittore italiano
- Federico Zuccari, pittore italiano

### Variante Federigo
- Federigo Bobini, brigante italiano

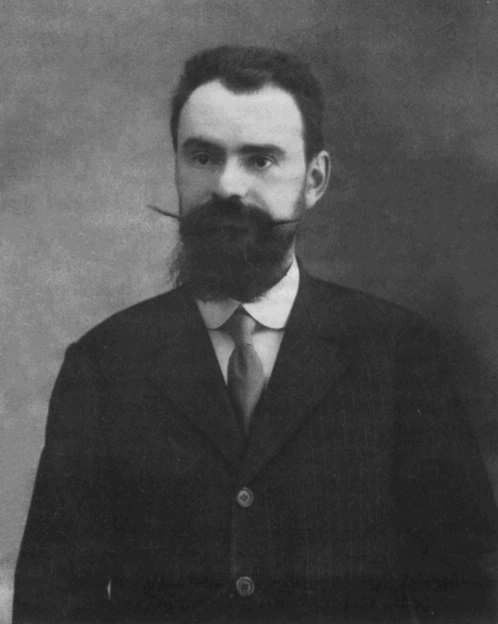
Federigo Enriques

- Federigo De Larderel, politico italiano
- Federigo Enriques, matematico, storico della scienza e filosofo italiano
- Federigo Fregoso, cardinale, arcivescovo cattolico e generale italiano
- Federigo Manni, ingegnere italiano
- Federigo Meninni, medico e poeta italiano
- Federigo Nomi, letterato italiano
- Federigo Pizzuti, militare italiano
- Federigo Regoli, fantino italiano
- Federigo Sclopis di Salerano, giurista, magistrato e politico italiano
- Federigo Tozzi, scrittore italiano
- Federigo Verdinois, giornalista, scrittore e traduttore italiano
- Federigo Wilson, artista britannico

### Variante Frederic

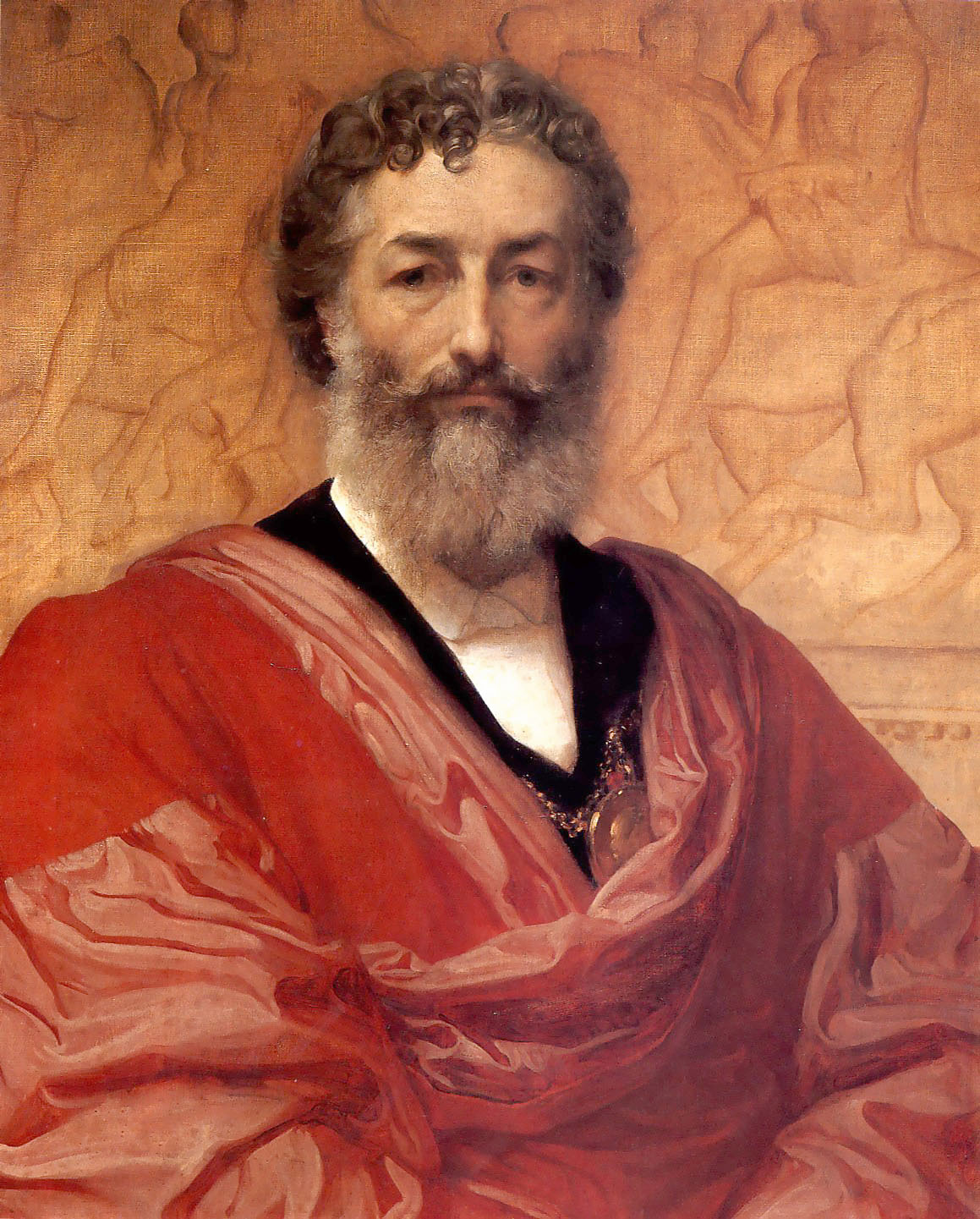
Frederic Leighton

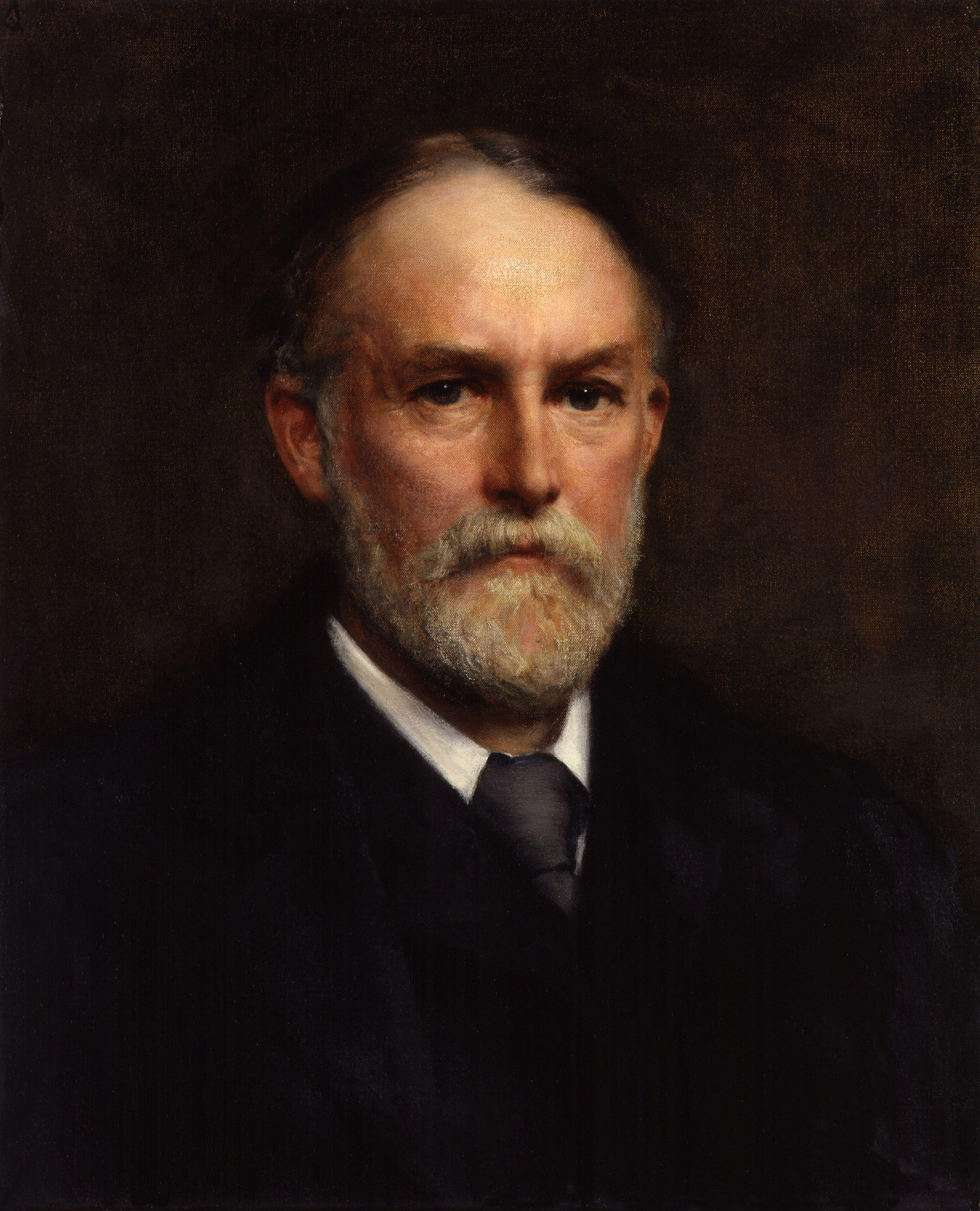
Frederic William Henry Myers

- Frederic Bartlett, docente e psicologo britannico
- Frederic Berthold, sciatore alpino austriaco
- Frederic Edwin Church, pittore statunitense
- Frederic Edward Clements, botanico, micologo ed ecologo statunitense
- Frederic Forrest, attore statunitense
- Frederic George Kenyon, paleografo e accademico britannico
- Frederic C. Lane, storico statunitense
- Frederic Leighton, scultore e pittore britannico
- Frederic Lewy, neurologo tedesco
- Frederic William Maitland, giurista, storico del diritto britannico
- Frederic Massara, calciatore, allenatore di calcio e dirigente sportivo italiano
- Frederic Moore, entomologo britannico
- Frederic William Henry Myers, parapsicologo britannico
- Frederic Remington, pittore, illustratore e scultore statunitense
- Frederic George Stephens, critico d'arte britannico
- Frederic Thesiger, generale britannico
- Frederic John Walker, militare britannico
- Frederic Zelnik, regista, attore e produttore cinematografico tedesco

### Variante Frédéric

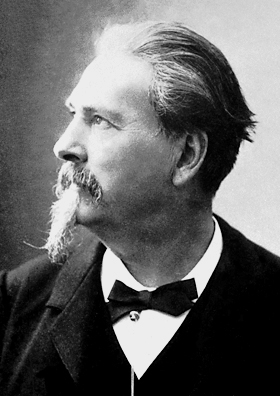
Frédéric Mistral

- Frédéric Beigbeder, scrittore, critico letterario, pubblicitario ed editore francese
- Frédéric Dard, scrittore francese
- Frédéric Joliot-Curie, fisico francese
- Frédéric Kanouté, calciatore maliano
- Frédéric Mistral, scrittore e poeta francese
- Frédéric Mitterrand, regista, sceneggiatore, attore e politico francese
- Frédéric Niemeyer, tennista canadese
- Frédéric Passy, politico ed economista francese

### Variante Frederick

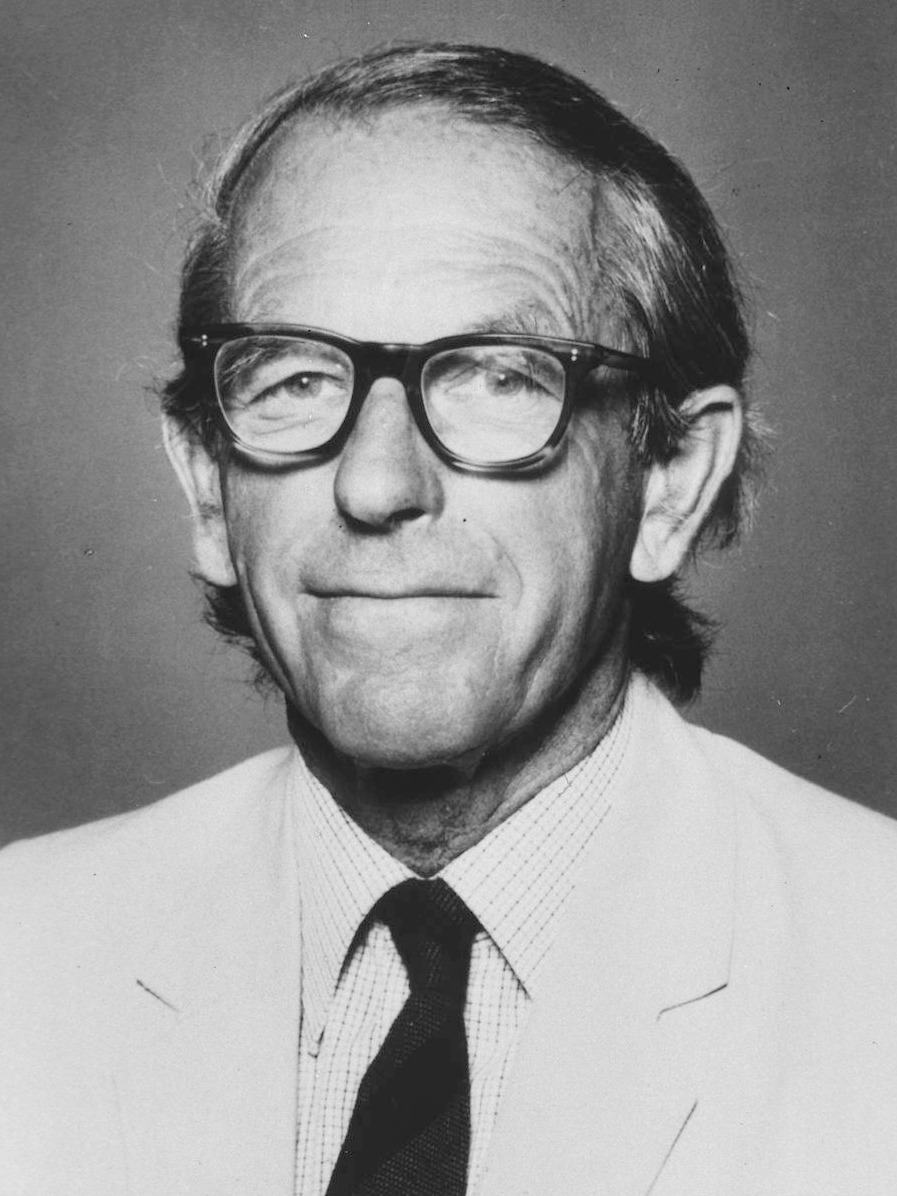
Frederick Sanger

- Frederick Russell Burnham, militare, mercenario e scrittore statunitense
- Frederick Douglass, politico, scrittore, editore e attivista statunitense
- Frederick Fleet, marinaio britannico
- Frederick Forsyth, scrittore britannico
- Frederick Gowland Hopkins, biochimico britannico
- Frederick Grant Banting, fisiologo ed endocrinologo canadese
- Frederick Griffith, biologo britannico
- Frederick Octavius Pickard-Cambridge, presbitero e aracnologo britannico
- Frederick Reines, fisico statunitense
- Frederick Sanger, chimico britannico
- Frederick Soddy, fisico e chimico britannico
- Frederick Taylor, ingegnere e imprenditore statunitense

### Variante Friedrich
- Friedrich Bergius, chimico tedesco

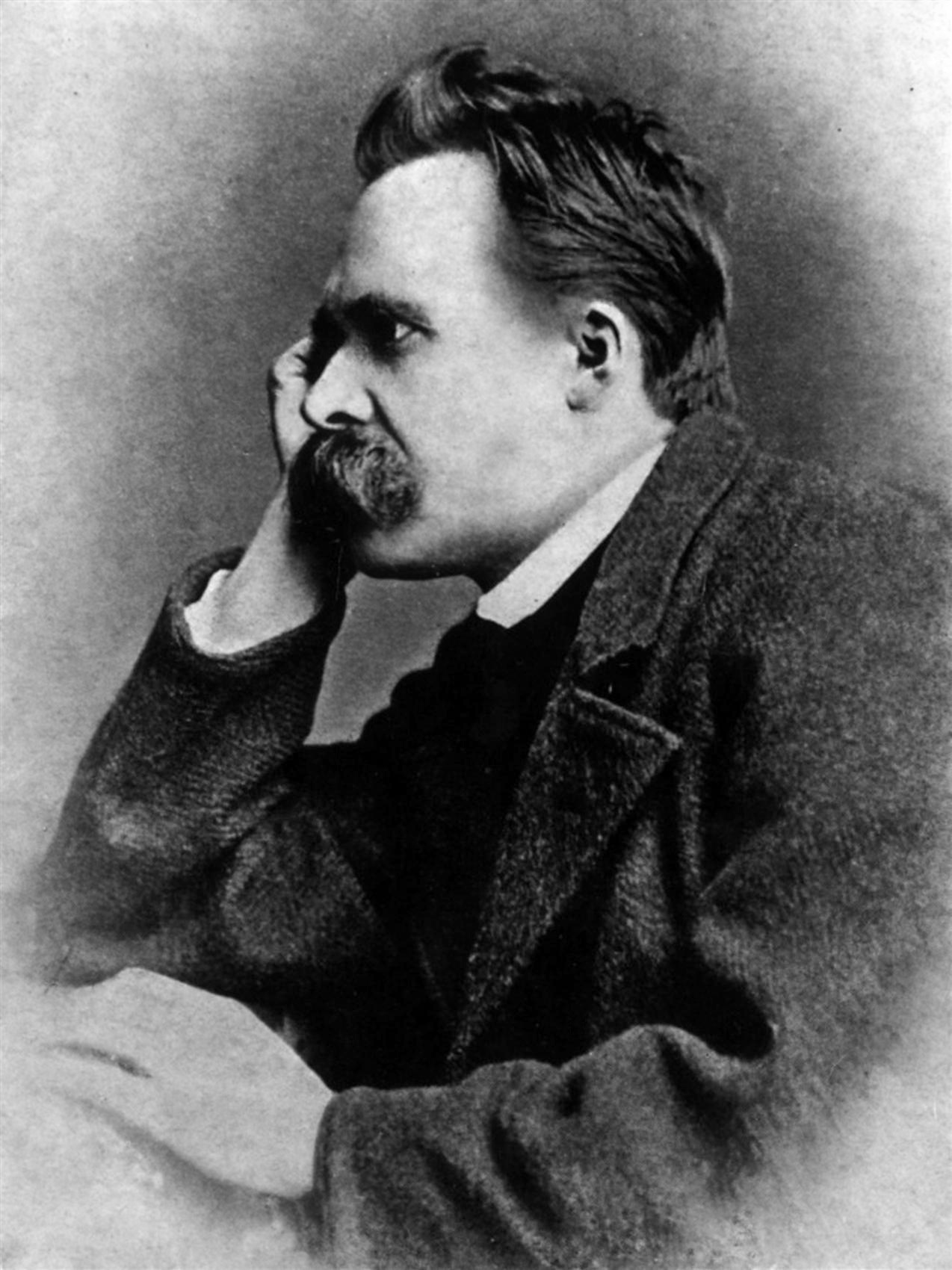
Friedrich Nietzsche

- Friedrich Dürrenmatt, scrittore, drammaturgo e pittore svizzero
- Friedrich Engels, economista, filosofo e politico tedesco
- Friedrich Hölderlin, poeta tedesco
- Friedrich Wilhelm Murnau, regista e sceneggiatore tedesco
- Friedrich Nietzsche, filosofo, poeta, compositore e filologo tedesco
- Friedrich Paulus, generale tedesco
- Friedrich Schelling, filosofo tedesco
- Friedrich Schiller, poeta, filosofo, drammaturgo e storico tedesco
- Friedrich Schlegel, filosofo, critico e traduttore tedesco
- Friedrich Schleiermacher, filosofo e teologo tedesco
- Friedrich von Hayek, economista e filosofo austriaco

### Variante Fredric

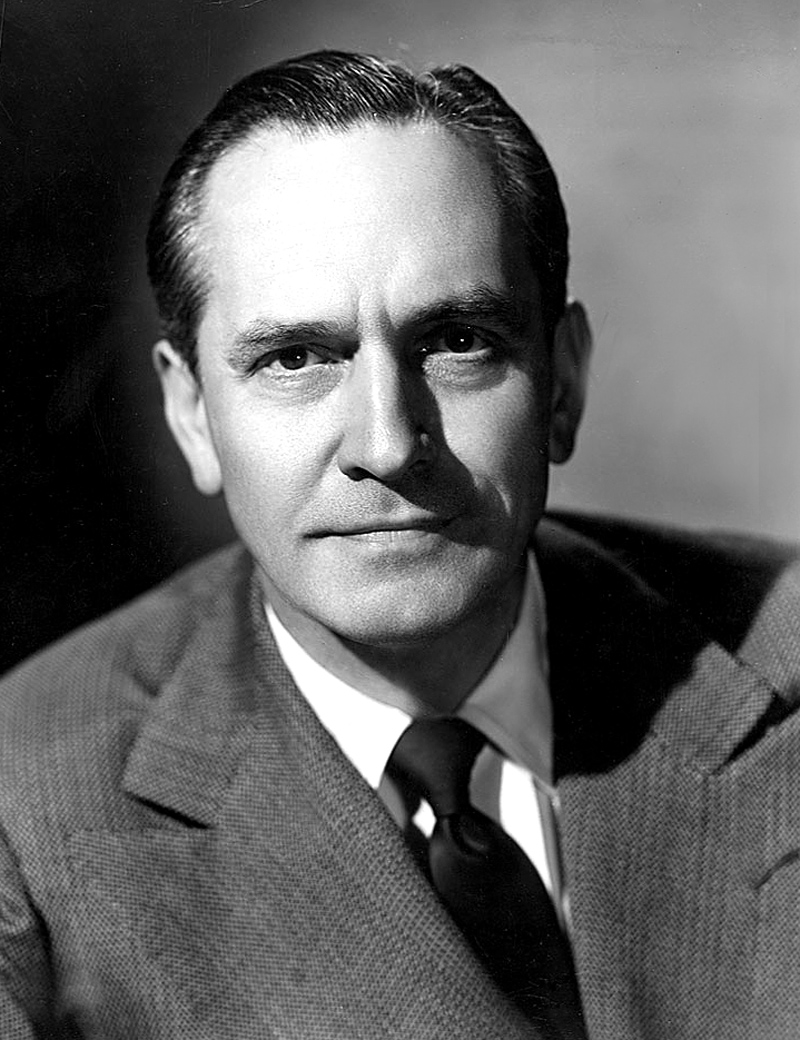
Fredric March

- Fredric Brown, scrittore statunitense
- Fredric Hasselquist, naturalista e viaggiatore svedese
- Fredric Jameson, critico letterario statunitense
- Fredric Lehne, attore statunitense
- Fredric Lundqvist, calciatore svedese
- Fredric March, attore statunitense
- Fredric Wertham, psichiatra statunitense

### Variante Fredrik

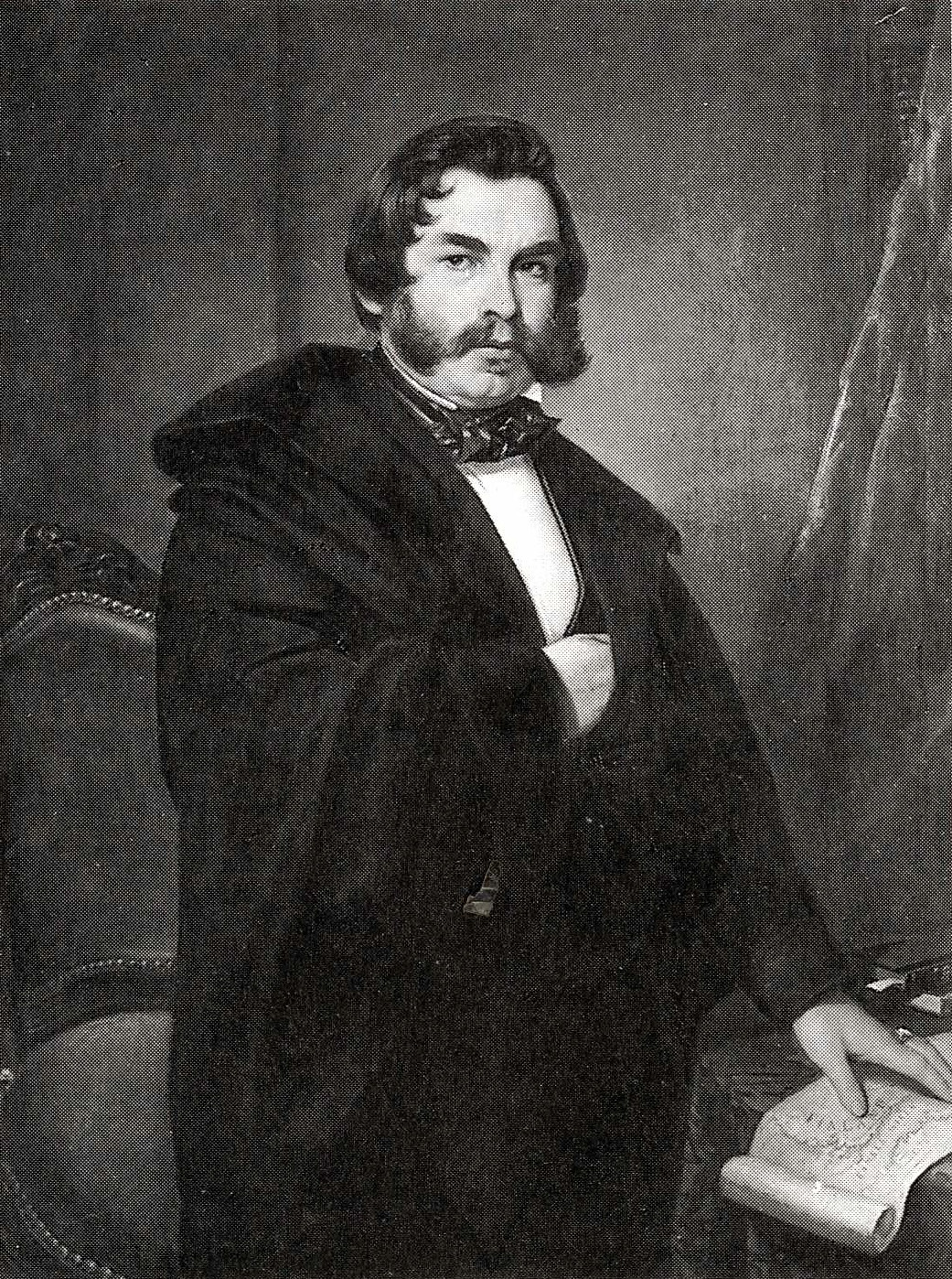
Fredrik Cygnaeus

- Fredrik Aalto, scrittore e insegnante finlandese
- Fredrik Bajer, scrittore, pacifista e insegnante danese
- Fredrik Ferdinand Carlson, storico svedese
- Fredrik Cygnaeus, scrittore, poeta, critico letterario e patriota finlandese
- Fredrik Hjalmar Johansen, esploratore norvegese
- Fredrik Kessiakoff, ciclista su strada, biker e ciclocrossista svedese
- Fredrik Ljungström, ingegnere e imprenditore svedese
- Fredrik Nielsen, teologo danese
- Fredrik Pacius, compositore e direttore d'orchestra tedesco
- Fredrik Thordendal, chitarrista svedese

### Variante Bedřich
- Bedřich Bloudek, militare ceco

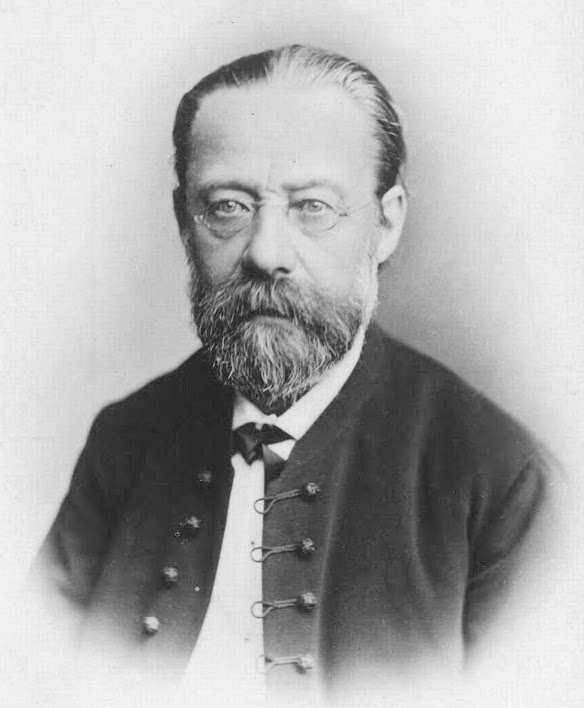
Bedřich Smetana

- Bedřich Bridel, scrittore, poeta e missionario ceco
- Bedřich Hrozný, linguista, orientalista e archeologo ceco
- Bedřich Schejbal, schermidore boemo
- Bedřich Smetana, compositore ceco

### Variante Fred

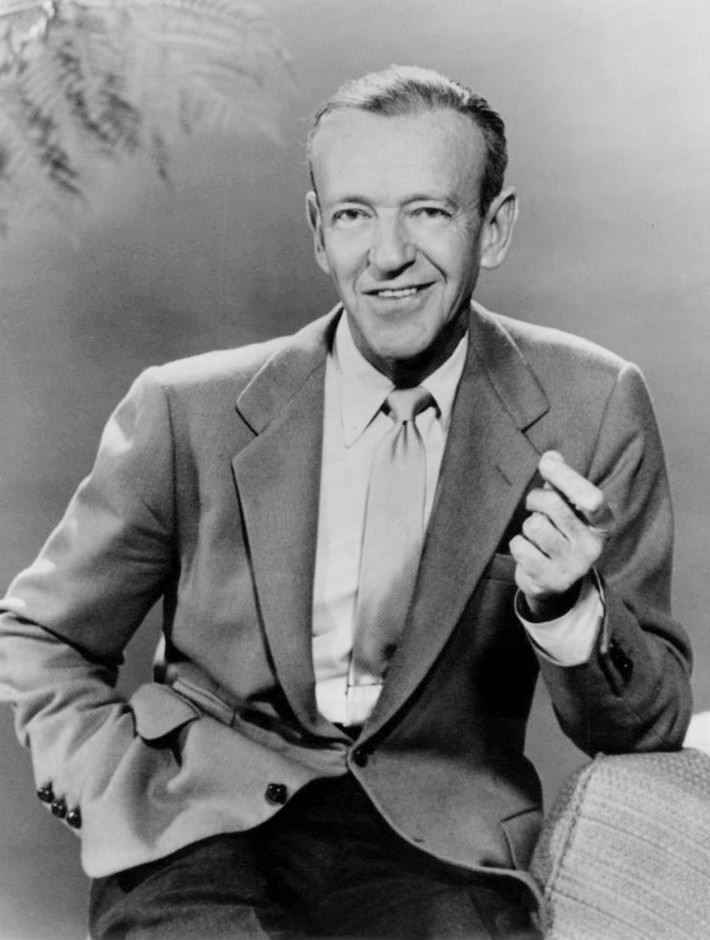
Fred Astaire

- Fred Astaire, ballerino, cantante, coreografo e attore statunitense
- Fred Bongusto, cantante italiano
- Fred Buscaglione, cantautore, polistrumentista e attore italiano
- Fred Hoyle, matematico, fisico e astronomo britannico
- Fred Niblo, regista e attore statunitense
- Fred Perry, tennista e tennistavolista britannico
- Fred Uhlman, scrittore, pittore e avvocato tedesco
- Fred Zinnemann, regista austriaco naturalizzato statunitense

### Variante Fritz
- Fritz Haber, chimico tedesco

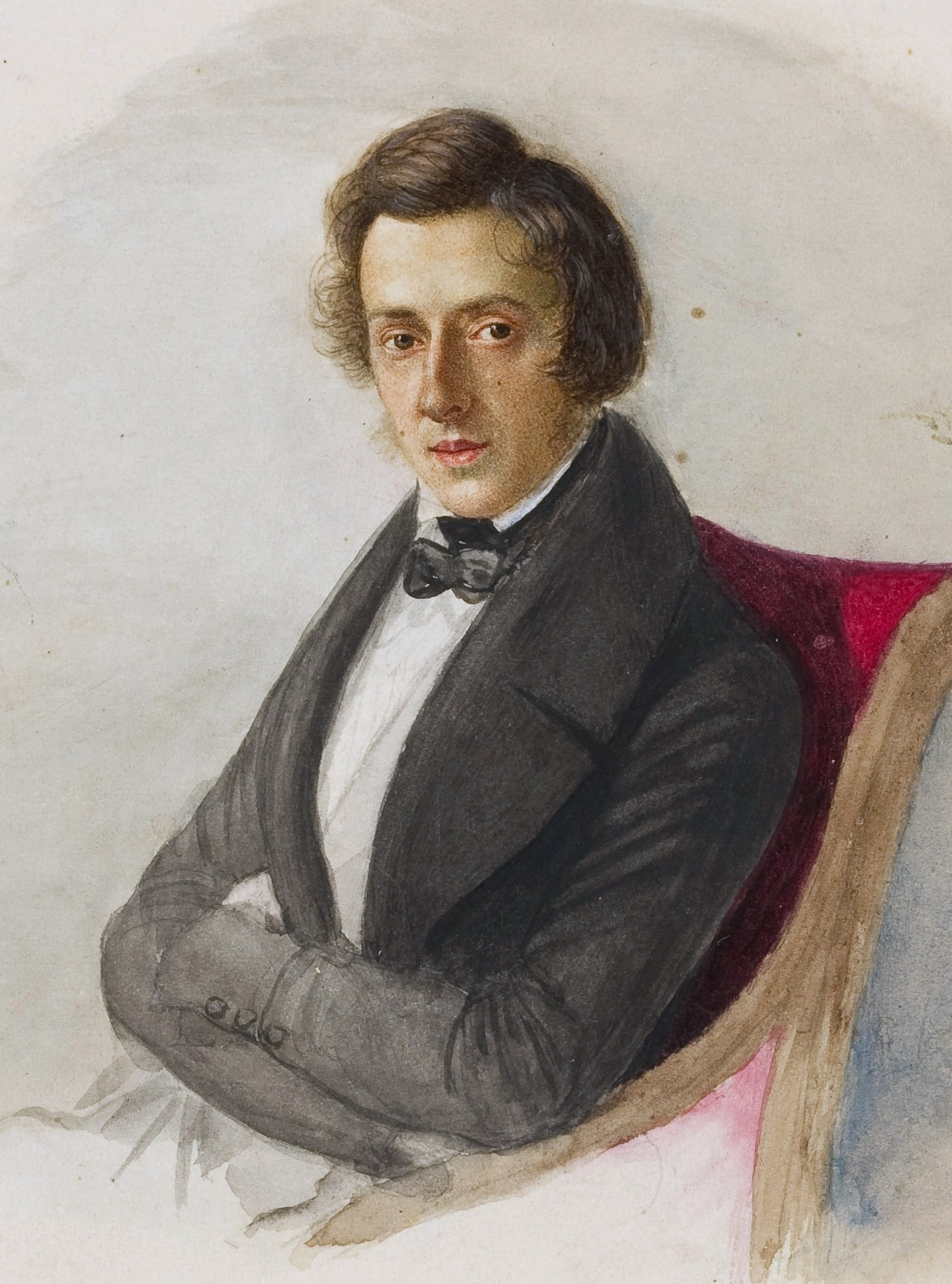
Fryderyk Chopin

- Fritz Lang, regista e sceneggiatore austriaco
- Fritz Albert Lipmann, biochimico tedesco naturalizzato statunitense
- Fritz Pregl, fisico e chimico sloveno
- Fritz Walter, calciatore tedesco
- Fritz Weber, scrittore e ufficiale austriaco

### Altre varianti
- Frederico Chaves Guedes, calciatore brasiliano
- Frederico Fischer, atleta brasiliano
- Fredy Guarín, calciatore colombiano
- Fryderyk Chopin, compositore e pianista polacco
- Friðrik Þór Friðriksson, regista islandese
- Frigyes Karinthy, scrittore, poeta, drammaturgo, giornalista e traduttore ungherese
- Frederik Magle, compositore, organista e pianista danese
- Freddie Mercury, cantante britannico
- Friðrik Ólafsson, scacchista islandese
- Frigyes Riesz, matematico ungherese
- Friðrik Skúlason, dirigente d'azienda islandese

## Il nome nelle arti
- Che strano chiamarsi Federico è un film del 2013 diretto da Ettore Scola.
- Federigo degli Alberighi è un personaggio dell'omonima novella del Decameron di Giovanni Boccaccio.
- Frederick "Fred" Flintstone è un personaggio della serie TV Gli antenati (The Flintstones).
- Fred Weasley è un personaggio della serie di romanzi e film Harry Potter, creata da J. K. Rowling.
- Frederick è una canzone di Patti Smith.
- Frederick è il nome del protagonista e nipote del famoso dottor Victor von Frankenstein, nel film Frankenstein Junior.
- Five Nights at Freddy's ha per antagonista titolare Freddy Fazbear, un animatrone vestito da orso bruno, di cui ne esistono numerose variazioni.